# Arquidiocese de Maringá
A Arquidiocese de Maringá (Archidioecesis Maringaënsis) é uma circunscrição eclesiástica da Igreja Católica no estado do Paraná. A sede arquiepiscopal está na cidade de Maringá.

## História
A Diocese de Maringá foi criada pelo Papa Pio XII, com a bula Latissimas partire Ecclesias de 1 de fevereiro de 1956, desmembrando-a da Diocese de Jacarezinho, sufragânea da Arquidiocese de Curitiba.
Em toda a história da Igreja, talvez Maringá seja a única cidade escolhida para sede episcopal antes de completar dez anos de existência. Por volta de 1942, a Companhia de Terras Norte do Paraná, empresa colonizadora da região, montou no meio da mata, na área do bairro hoje conhecido por Maringá Velho, um acampamento para atender interessados em adquirir lotes rurais. A cidade só seria fundada aos 10 de maio de 1947, com a instalação do escritório da Companhia de Terras Norte do Paraná e o início da venda de lotes urbanos. A criação do município ocorreu através da lei 790/51, da Assembleia Legislativa do Estado, aprovada em 14 de novembro de 1951. O primeiro prefeito municipal, Inocente Villanova Júnior, tomou posse no dia 14 de dezembro de 1952.
Desmembrada da diocese de Jacarezinho, a nova circunscrição eclesiástica situa-se no noroeste do Estado do Paraná, também chamado Norte Novo, subdivisão do Norte do Paraná. "A região comumente chamada Norte do Paraná pode ser definida como a soma territorial dos vales muito férteis formados pelos afluentes da margem esquerda do rio Paraná e Paranapanema, no arco que esses dois cursos d'água traçam entre as cidades de Cambará e Guaíra. (…) Essa região - definida pelos rios Itararé, Paranapanema, Paraná, Ivaí e Piquiri - abrange uma superfície de aproximadamente 100 mil quilômetros quadrados, dividida em três áreas, segundo a época e a origem da respectiva colonização: o Norte Velho, que se estende do rio Itararé até à margem direita do rio Tibagi; o Norte Novo, que vai até as barrancas do rio Ivaí e tem como limite, a oeste, a linha traçada entre as cidades de Terra Rica e Terra Boa; e o Norte Novíssimo, que se desdobra dessa linha até o curso do rio Paraná, ultrapassa o rio Ivaí e abarca toda a margem direita do Piquiri".
A 3 de dezembro do mesmo ano ocorreu a eleição do primeiro Bispo Diocesano, Dom Jaime Luiz Coelho, sendo ordenado no dia 20 de janeiro de 1957 na Catedral de São Sebastião de Ribeirão Preto, onde era cura, até então. No dia 24 de março de 1957 deu-se a instalação canônica da Diocese de Maringá na Catedral de Nossa Senhora da Glória, modesta igreja de madeira, construída em 1950, na praça apenas projetada, de cujo solo nu o vento erguia uma poeira avermelhada, que impregnava o ar durante horas. No mesmo ato ocorreu posse do seu primeiro Bispo Diocesano.
Graças à extraordinária fertilidade de sua terra roxa, a região conhecia, na época, frenético ritmo de trabalho com a derrubada da mata e o plantio, em toda parte, de lavouras de café. A colonização de quase toda a área da diocese foi executada pela Companhia Melhoramentos Norte do Paraná (assim denominada a partir de 1951 e, desde 1944, quando passou inteiramente a proprietários brasileiros) sucessora da Companhia de Terras Norte do Paraná, subsidiária brasileira da Brazil Plantations Syndicate Ltda., fundada em 24 de setembro de 1924.
Por ocasião da posse do primeiro bispo, a diocese contava 450.000 habitantes, espalhados numa área de 14.902,67 km², compreendendo 24 municípios, onde estavam instaladas 15 paróquias (Catedral e São José Operário, em Maringá, Alto Paraná, Bom Sucesso, Jandaia do Sul, Loanda, Mandaguaçu, Mandaguari, Marialva, Nova Esperança, Nova Londrina, Paraíso do Norte, Paranavaí, São João do Caiuá, e Tamboara; recém-criada, Terra Rica aguardava instalação) sob aos cuidados de 22 padres RELIGIOSOS e 7 diocesanos. Havia ainda a congregação dos irmãos da Santa Casa de Maringá; 6 congregações religiosas femininas; 2 seminaristas maiores (curso superior), no Seminário do Rio de Janeiro, e 24 seminaristas menores (ensino fundamental e médio), no Seminário de Jacarezinho.
Em 15 de agosto de 1958 foram lançadas as pedras fundamentais da nova Catedral e do Seminário Menor Diocesano Nossa Senhora da Glória. A Catedral teria concluídas suas obras em concreto quase 14 anos depois, em 10 de maio de 1972, sendo consagrada no dia 3 de maio de 1981. Em 21 de janeiro de 1982 recebeu o título de Basílica Menor. O primeiro pavilhão do seminário seria inaugurado a 24 de março de 1962, recebendo os primeiros seminaristas. O segundo (pavilhão de serviços) teve sua inauguração no 10º aniversário da diocese, 24 de março de 1967. Por dificuldades de manutenção, o seminário menor foi fechado em 1969, passando o acompanhamento vocacional a ser feito com estudantes de 2º grau, sobretudo a partir de 1973, por padre Nunzio Reghenzi. De 1972 em diante, o prédio tornou-se centro arquidiocesano para encontros de formação espiritual ou pastoral. No dia 28 de fevereiro de 1993 instalou-se, na antiga residência episcopal, o Seminário Propedêutico Santo Cura d'Ars visando preparar os candidatos ao seminário maior. De 1957 a 1968, os seminaristas de Maringá recebiam sua formação filosófico-teológica em Curitiba, residindo no Seminário Provincial Rainha dos Apóstolos. A partir de 1969, em Curitiba foi aberta a casa "Emaús" para o estudo de Filosofia (Universidade Católica do Paraná) e de Teologia (Studium Theologicum).
Em 15 de março de 1968 foi criada a diocese de Paranavaí, desmembrada inteiramente da diocese de Maringá. A instalação canônica aconteceu aos 7 de julho do mesmo ano, com a posse do primeiro bispo, Dom Benjamin de Sousa Gomes.
No dia 16 de outubro de 1979, o Papa João Paulo II, com a bula Quamquam est munus, elevou a Diocese de Maringa à categoria de Arquidiocese, e criou a província eclesiástica de Maringá, tendo como sufragâneas as Dioceses de Campo Mourão, Paranavaí e Umuarama. No dia 20 de janeiro de 1980, deu-se a instalação canônica da Arquidiocese e posse do primeiro Arcebispo metropolitano, Dom Jaime Luiz Coelho.
Insatisfeitos com a dispersão de seus seminaristas por vários centros de formação e tendo a arquidiocese, em 21 de março de 1982, concluído o terceiro pavilhão, concluindo assim a construção do Seminário Nossa Senhora da Glória, resolveram os bispos da Província Eclesiástica de Maringá criar o curso de Filosofia, para onde encaminharam os seminaristas, a partir de 1º de março de 1983. Na mesma data, para as províncias de Londrina e de Maringá, foi aberto um curso teológico em Londrina.
Após 40 anos no governo da arquidiocese, no dia 7 de maio de 1997, Dom Jaime apresentou sua renúncia ao governo pastoral, e no mesmo dia o Papa João Paulo II nomeou como Arcebispo Metropolitano o então Bispo Diocesano de Ponta Grossa, Dom Murilo Sebastião Ramos Krieger, SCJ.
No dia 1º de julho de 1998 veio a público a notícia da escolha de padre Vicente Costa para bispo-auxiliar de Londrina. O novo bispo, membro do clero de Maringá, é o primeiro padre da Igreja de Maringá a se tornar bispo. Doutor em Teologia, vinha exercendo as funções de coordenador arquidiocesano de pastoral e vigário paroquial da Catedral, além de lecionar Teologia em Londrina e Cascavel. Sua ordenação episcopal aconteceu na Catedral de Maringá, a 11 de setembro. Acompanhado de numerosos fiéis de Maringá, na Catedral de Londrina, tomou posse no dia 11 de outubro.
Com menos de cinco anos a frente da Arquidiocese de Maringá em 20 de fevereiro de 2002, Dom Murilo Krieger é nomeado Arcebispo de Florianópolis. O Colégio de Consultores reuniu-se, dia 1º de maio, elegendo padre Júlio Antônio da Silva, cura da Catedral, administrador arquidiocesano para o período de vacância da sede episcopal.
Em 17 de julho do mesmo ano é nomeado pelo Papa João Paulo II o então Bispo Diocesano de Ponta Grossa, Dom João Braz de Aviz. Na Catedral lotada de fiéis, presentes todos os arcebispos e bispos do Regional Sul-2 da CNBB, além de todo o seu presbitério, Dom João Braz de Aviz, terceiro arcebispo metropolitano de Maringá, foi empossado em solene Eucaristia, às 19h do dia 4 de outubro.
No dia 21 de setembro, pouco antes da posse de Dom João após largo tempo de reforma, houve a inauguração do CEPA - Centro Pastoral da Arquidiocese, que reúne pastorais e movimentos apostólicos presentes em Maringá. Construído em 1966 como sede da antiga ADAR - Associação Diocesana de Assistência Rural, destinada à formação de lideranças da área rural, o prédio, atualmente em desuso, caminhava para total abandono. A coordenação de pastoral decidiu reaproveitá-lo para reunir num espaço único os vários organismos eclesiais.
A 13 de dezembro de 2002, na Catedral de Umuarama, dom Vicente Costa, até então bispo auxiliar de Londrina, primeiro presbítero de Maringá elevado ao episcopado, tomou posse como bispo diocesano de Umuarama, diocese integrante desta província eclesiástica.
Em reunião, dia 16 de agosto de 2003, com padres e leigos que trabalham nos meios de comunicação da arquidiocese (Rádio Colmeia, jornal Maringá Missão e TV 3º Milênio) o arcebispo dom João Braz de Aviz decidiu abrir um portal na Internet a fim de tornar conhecido aos internautas o trabalho de evangelização desenvolvido pela Igreja que está em Maringá.
No dia o dia 28 de janeiro de 2004, vem a público a notícia da transferência de Dom João Braz de Aviz para a Arquidiocese de Brasília. A 16 de julho, Dom João, já empossado Arcebispo de Brasília, retorna a Maringá para inaugurar as novas instalações da TV 3º Milênio, adquirida pela arquidiocese ao seu fundador, monsenhor Gerhard Schneider. Em funcionamento desde 1988, a TV passou ao controle arquidiocesano, tendo o arcebispo entregue sua direção a uma equipe de cristãos leigos liderados pelo advogado Irivaldo Joaquim de Souza. A primeira providência da nova diretoria foi empreender total e absolutamente necessária reforma das instalações, trabalho demorado e bastante árduo. Neste dia, finalmente, terminaram as obras e os modernos estúdios da TV 3º Milênio foram oficialmente entregues à comunidade.
Após seis meses de sede vacante, o quarto arcebispo de Maringá recebeu sua nomeação pela Santa Sé no dia 29 de setembro de 2004. Foi eleito Dom Anuar Battisti, até então bispo diocesano de Toledo, no sudoeste paranaense.
Na Catedral de Maringá lotada, com a presença do núncio apostólico, de 25 bispos, além de mais de 100 padres, no dia 24 de novembro de 2004, Dom Anuar Battisti foi empossado 4º arcebispo de Maringá.
Em 20 de novembro de 2019 o Papa Francisco aceitou o pedido de renúncia de Dom Anuar Battisti do governo da Arquidiocese de Maringá, tornando-se arcebispo emérito. No mesmo dia foi designado Dom João Mamede Filho, OFM Conv., bispo da Diocese de Umuarama, para o cargo de Administrador Apostólico da Arquidiocese de Maringá. 
Em 1º de julho de 2020, o Papa Francisco nomeou Dom Severino Clasen, O.F.M, como o quinto arcebispo da Arquidiocese. Dom Severino foi transferido da Diocese de Caçador. Devido à pandemia do novo coronavírus, a posse canônica, marcada para o dia 15 agosto de 2020 às 09h30, foi realizada com restrição de público na Basílica Menor de Nossa Senhora da Glória em Maringá. 

## Bispos e arcebispos
|                          | Nome                                   | Período    | Notas                              |
| Arcebispos               | Arcebispos                             | Arcebispos | Arcebispos                         |
| ------------------------ | -------------------------------------- | ---------- | ---------------------------------- |
| 5º                       | Severino Clasen, O.F.M.                | 2020-Atual |                                    |
| 4º                       | Anuar Battisti                         | 2004-2019  | Arcebispo emérito                  |
| 3º                       | João Brás de Aviz                      | 2002-2004  | Nomeado Arcebispo de Brasília      |
| 2º                       | Murilo Sebastião Ramos Krieger, S.C.J. | 1997-2002  | Nomeado Arcebispo de Florianópolis |
| 1º                       | Jaime Luiz Coelho                      | 1956-1997  |                                    |
| Administrador Apóstolico |                                        |            |                                    |
|                          | João Mamede Filho, O.F.M.Conv.         | 2019-2020  | Bispo de Umuarama                  |